# Camponotus terebrans
Camponotus terebrans é uma espécie de inseto do gênero Camponotus, pertencente à família Formicidae.